# Rasun Anterselva
Rasun Anterselva (en alemán Rasen-Antholz), sencillamente conocido como Antholz, es un municipio de 2776 habitantes de la Provincia Autónoma de Bolzano/Bozen (Süd Tirol) Italia. Abarca una extensión de 121 km². El 97,5 % de la población tiene como lengua materna el alemán con una minoría de habla italiana y ladina.
Rasen Antholz está localizada en el valle del mismo nombre que es atravesado por el río Antholz. El valle está rodeado por altas montañas, notablemente el monte Hochgall de 3436 metros de altitud. Al final del valle, a una altitud de 1642 metros, se encuentra el lago de Anterselva (en alemán Antholzer See) de 44 hectáreas de superficie.
Anterselva-Antholz es conocido en Europa por su estadio de biatlón que ha sido sede de seis Campeonatos del Mundo, la última vez para el Campeonato Mundial de Biatlón de 2020. Es además una parada regular de la Copa del Mundo de biatlón. Con una altitud media de 1600 metros es el estadio de biatlón más alto de la Copa del Mundo. Durante el verano en el valle se practica el ciclismo de montaña y el senderismo.

## Evolución demográfica
| Gráfica de evolución demográfica de Rasun Anterselva entre 1861 y 2001 |
|                                                                        |
| Fuente ISTAT - elaboración gráfica de Wikipedia                        |

## Administración del municipio
- Alcalde: Dott. Karl Messner
- Fecha de elección: 9/5/2005
- Partido: Südtiroler Volkspartei (SVP)
- Teléfono de la Comuna: 0474 496158
- Correo electrónico: info@comune.rasunanterselva.bz.it